# Борски, Пер
Пер Борски (нем. Peer Borsky, род. 5 ноября 1990, Цюрих) — швейцарский фехтовальщик-шпажист, чемпион Европы, призёр чемпионатов мира.

## Биография
Родился в 1990 году в Цюрихе. В 2014 году стал чемпионом Европы и обладателем бронзовой медали чемпионата мира. В 2015 году завоевал бронзовые медали чемпионатов мира и Европы.